# Memorial Address
Memorial Address är ett mini-album (EP) av J-popsångerskan Ayumi Hamasaki. Albumet släpptes 2003 i Japan.

## Låtlista
1. Angel's Song (4:57)
2. Greatful Days (4:39)
3. Because of You (5:21)
4. Ourselves (4:34)
5. Hanabi ~episode II~ (4:55)
6. No way to say (4:46)
7. Forgiveness (5:53)
8. Memorial Address (3:57)

## Singlar
- No way to say
- Forgiveness